# Сабанчі (Краснокамський район)
Сабанчі́ (рос. Сабанчи, башк. Һабансы) — присілок у складі Краснокамського району Башкортостану, Росія. Входить до складу Шушнурської сільської ради.
Населення — 21 особа (2010; 18 у 2002).
Національний склад:
- башкири — 100 %